# ГЕС Мунтені I
ГЕС Мунтені I — гідроелектростанція на заході Румунії, у повіті Біхор (історичний регіон Кришана).
Станція Мунтені становить другий (нижній) рівень підземного дериваційного комплексу, знаходячись після станції Ремета. Відпрацьована останньою вода із річок Драган та Săcuieu (ліві притоки Криш-Репедя із басейну Тиси) подається далі по тунелю, при цьому до неї долучається ресурс із водосховища Leşu. Останнє створене в долині ще однієї лівої притоки Криш-Репеді — річки Лада (у цій же долині, але нижче, розташоване і село Мунтені, яке дало назву електростанції). Гребля Leşu, виконана у період з 1969 по 1973 роки як земляна із бетонним облицюванням, має висоту 60,5 метра, довжину 180 метрів та ширину по гребеню 7 метрів. Для її спорудження витратили 0,56 млн м3 матеріалу, при цьому було утворене водосховище із площею 120 гектарів та об'ємом 28 млн м3. На греблі працює мала ГЕС потужністю 3,4 МВт з річним виробництвом електроенергії в 7,6 млн кВт·год.
Із водосховища Leşu веде тунель довжиною 8,1 км, який на своєму шляху збирає воду ще п'ятьох малих потоків та приєднується до основного дериваційного тунелю одразу після ГЕС Ремета. Далі ресурс надходить на ГЕС Мунтені I, при цьому створюється напір у 153 метри. Машинний зал останньої станції, виконаний під землею у розмірах 48х32х15 метрів, обладнаний двома турбінами типу Френсіс із загальною потужністю 58 МВт.
Відпрацьована вода через тунель довжиною 4,2 км та діаметром 4,25 метра подається у долину тієї ж річки Лада до невеликої греблі Bulz, яка створює нижній балансуючий резервуар.